# Paraleucobryum albicans
Paraleucobryum albicans là một loài Rêu trong họ Dicranaceae. Loài này được (Schwägr.) Loeske mô tả khoa học đầu tiên năm 1867.